# 建安乡
建安乡，是中华人民共和国山西省忻州市五台县下辖的一个乡镇级行政单位。2021年5月，撤销神西乡、建安乡，合并设立建安镇。以原神西乡和原建安乡的行政区域为建安镇的行政区域。

## 行政区划
建安乡下辖以下地区：
甲子湾村、南湾村、檀村、张家庄村、东建安村、大建安村、西建安村、潭上村、瑶池村、阎家垴村、风栖岩村、北涧村、老虎岔村、桃坪村、大梁村、木瓜咀村、大林岗村、小林岗村和阳坡凹村。